# Johannes Anglicus
Johannes Anglicus, aussi connu sous les patronymes Englisch, Pyxocomiston et Leimenhans, est un théologien protestant et compositeur de chant religieux né en 1502 à Bouxwiller (Bas-Rhin) et mort le 31 juillet 1577 à Strasbourg.

## Biographie
Anglicus, ou Englisch, s'est aussi fait appeler populairement Leimenhans d'après le nom de la rue où il habitait à Strasbourg, le Leimgässlein, devenu la rue de l'Argile. Il se convertit à la foi protestante et fut nommé par Matthieu Zell en tant qu'aide à la cathédrale de Strasbourg. Il signe la Concorde de Wittemberg sous le nom de Joannes Pyxocomiston (mot qui signifie Bouxwiller). Le comte Philippe III de Hanau-Lichtenberg le chasse de ses territoires du fait de sa foi luthérienne. Le livre des chants (Gesangbuch) de Strasbourg de 1530 contient deux de ses compositions ; « Gebenedeit sei Gott der Herr » et « In Frieden Dein o Herre mein ».